# DFB-Pokal der Frauen 1986-1987
La DFB-Pokal der Frauen 1986-1987 è stata la 7ª edizione della Coppa di Germania riservata alle squadre di calcio femminile. La finale si è svolta all'Olympiastadion di Berlino ed è stata vinta dal TSV Siegen, per la seconda volta, superando le avversarie del STV Lövenich con il risultato netto di 5-2.

## Primo Turno
Le gare si sono svolte dal 30 al 31 agosto 1986.
| Squadra 1               | Risultato   | Squadra 2              |
| ----------------------- | ----------- | ---------------------- |
| FSV Francoforte         | 7 - 0       | SV Oberteuringen       |
| Bad Neuenahr            | 2 - 3 (dts) | STV Lövenich           |
| Wittenseer SV           | 0 - 5       | TSV Siegen             |
| FC Spöck                | 0 - 1       | TuS Binzen             |
| FSV Viktoria Jägersburg | 1 - 0       | Niederkirchen          |
| Polizei SV Bremen       | 0 - 3       | Wittekind Wildeshausen |
| Lorbeer Rothenburgsort  | 2 - 1       | Mariendorfer SV        |
| Uerdingen               | 1 - 1 (dts) | Bayern Monaco          |

### Replay
| Squadra 1     | Risultato | Squadra 2 |
| ------------- | --------- | --------- |
| Bayern Monaco | 2 - 0     | Uerdingen |

## Quarti di finale
Le gare si sono svolte il 2 novembre 1986.
| Squadra 1               | Risultato | Squadra 2              |
| ----------------------- | --------- | ---------------------- |
| Wittekind Wildeshauen   | 0 - 3     | FSV Francoforte        |
| FSV Viktoria Jägersburg | 0 - 1     | Lorbeer Rothenburgsort |
| STV Lövenich            | 4 - 1     | TuS Binzen             |
| Bayern Monaco           | 0 - 4     | TSV Siegen             |

## Semifinali
Le gare si sono svolte tra il 19 e 20 aprile 1987.
| Squadra 1    | Risultato   | Squadra 2              |
| ------------ | ----------- | ---------------------- |
| TSV Siegen   | 2 - 1 (dts) | FSV Francoforte        |
| STV Lövenich | 4 - 0       | Lorbeer Rothenburgsort |

## Finale
| Arbitro: | Gerd Zimmermann (Kiel) |

|                                                                      |           |                                     |
| Neid 19’ Chaladyniak 24’ Hennecke 50’ (rig.) Pick 65’ Bartelmann 71’ | Marcatori | 47’ Schotten 67’ (aut.) Czyganowski |